# Ana Boilă
Ana Boilă (n. 12 decembrie 1896, Târnăveni – d. 11 noiembrie 1972, Cluj) a fost un deputat în Marea Adunare Națională de la Alba Iulia, organismul legislativ reprezentativ al „tuturor românilor din Transilvania, Banat și Țara Ungurească”, cel care a adoptat hotărârea privind Unirea Transilvaniei cu România, la 1 decembrie 1918.:p. 77

## Biografie
S-a născut în localitatea Diciosânmartin (Târnăveni) în anul 1896 și a urmat studiile la Gimnaziul săsesc din Mediaș. Ana Boilă a fost casnică și membră a Reuniunii femeilor române din comitatul Târnava Mică. În anul 1921 s-a căsătorit cu doctorul Liviu Pop și se stabilește la Cluj. A decedat la Cluj în 11 noiembrie 1972.

## Activitatea politică
A fost aleasă ca delegată titulară a Reuniunii femeilor române din comitatul Târnava Mică, județul Mureș, la Marea Adunare Națională de la Alba Iulia de la 1 decembrie 1918.:p. 246